# Empeaux
Empeaux este o comună în departamentul Haute-Garonne din sudul Franței. În 2009 avea o populație de 223 de locuitori.

## Evoluția populației
| An        | 1975 | 1982 | 1990 | 1999 | 2006 | 2009 |
| --------- | ---- | ---- | ---- | ---- | ---- | ---- |
| Populație | 131  | 124  | 142  | 163  | 195  | 223  |